# Tytthocope sulcifrons
Tytthocope sulcifrons är en kräftdjursart som först beskrevs av Barnard 1920.  Tytthocope sulcifrons ingår i släktet Tytthocope och familjen Munnopsidae. Inga underarter finns listade i Catalogue of Life.